# Distorsomina pusilla
Distorsomina pusilla is een slakkensoort uit de familie van de Cymatiidae. De wetenschappelijke naam van de soort werd voor het eerst geldig gepubliceerd in 1861 door Pease als Distorsio pusilla.